# Notas de publicación
Las notas de publicación (conocidas como release notes en inglés) son documentos que se distribuyen junto a los productos de software, frecuentemente cuando el producto aún está en desarrollo o en estado de pruebas (por ejemplo, en fase beta). Para los productos que ya están en uso por los clientes, la nota de publicación es un documento suplementario que se entrega al cliente cada vez que un error (bug) se corrige o se hace una mejora en el producto.
Una nota de publicación, suele incluir las siguientes secciones:
1. Cabecera - Nombre del documento (por ejemplo «Notas de publicación»), nombre del producto, número de publicación, fecha de la publicación, fecha de la nota, versión de la nota, etc.
2. Vista previa - Una breve vista previa del producto y los cambios, en ausencia de otro documento formal.
3. Propósito - Una breve vista previa del propósito de la nota de publicación indicando en una lista lo nuevo de la publicación, incluyendo los errores corregidos y las nuevas características.
4. Resumen del tema - Una corta descripción del error o la mejora en la publicación.
5. Pasos a reproducir - Los pasos que se han seguido cuando el error se encontró.
6. Resolución - Una corta descripción de las modificaciones/mejoras que se han hecho para corregir el error.
7. Impacto sobre el usuario final - Qué diferentes acciones necesitan conocer los usuarios finales de la aplicación. Esto debería incluir si alguna otra funcionalidad se ha visto afectada por estos cambios.
8. Impactos en el soporte - Cambios necesarios en los procesos diarios de administración del software.
9. Notas - Notas sobre la instalación de software o hardware, actualizaciones y documentación del producto (incluyendo la documentación de actualizaciones)
10. Renuncias de responsabilidad (disclaimers) - Mensajes sobre la compañía y el producto estándar. Por ejemplo: freeware, antipiratería, copia, etc.
11. Contacto - Información de contacto con el soporte.

Una nota de publicación suele ser un escueto resumen de los cambios recientes, mejoras y errores corregidos en una particular publicación de software. No es una sustituta de las guías o manuales del usuario. Las notas de publicación se escriben en tiempo presente y proporcionan información de forma clara, correcta y completa. Las pueden redactar escritores técnicos u otros miembros de los grupos de desarrollo o de pruebas. Las notas de publicación también pueden contener resultados de pruebas e información sobre el procedimiento de pruebas. Este tipo de información proporciona a los lectores de la nota más confianza en las correcciones/cambios hechos; esta información también posibilita a los implementadores del cambio llevar a cabo pruebas de validación rudimentarias. Las notas de publicación también son un excelente mecanismo para suministrar el proceso de la documentación del usuario final: guías de usuario, materiales de mercadotecnia y revisiones de los materiales de instrucción.